# 키르기스스탄 국립대학교
키르기스스탄 국립대학교(키르기스어: Кыргыз Улуттук Университети, 러시아어: Киргизский национальный университет)는 키르기스스탄 비슈케크에 위치한 대학교이다. 키르기스스탄 최대의 대학교로 1925년 10월 25일에 키르기스교육대학으로 설립되으며, 1928년에 키르기스사범대학으로 바뀌었으며, 1951년에 키르기스스탄국립대학교로 승격되었다. 1993년에는 키르기스스탄국립민족대학교로 명칭을 개정하였으나 2002년에 키르기스스탄국립대학교로 회귀하였다.